# Liste des sites Natura 2000 des Deux-Sèvres
Cet article recense les sites Natura 2000 des Deux-Sèvres, en France.

## Statistiques
Les Deux-Sèvres compte 16 sites classés Natura 2000. 11 bénéficient d'un classement comme site d'intérêt communautaire (SIC), 5 comme zone de protection spéciale (ZPS).

## Liste
| Site                                 | Type | Superficie (ha) | Fiche     | Coordonnées                        | Photo |
| ------------------------------------ | ---- | --------------- | --------- | ---------------------------------- | ----- |
| Bassin du Thouet amont               | SIC  | +07 079,        | FR5400442 | 46° 37′ 26″ nord, 0° 18′ 14″ ouest |       |
| Carrières de Loubeau                 | SIC  | +00030,37       | FR5400448 | 46° 12′ 47″ nord, 0° 08′ 57″ ouest |       |
| Chaumes d'Avon                       | SIC  | +01 511,        | FR5400445 | 46° 22′ 22″ nord, 0° 01′ 47″ ouest |       |
| Citerne de Sainte-Ouenne             | SIC  | +0 0000,03      | FR5402011 | 46° 26′ 40″ nord, 0° 26′ 30″ ouest |       |
| Marais poitevin                      | SIC  | +20 323,        | FR5400446 | 46° 15′ 05″ nord, 1° 05′ 02″ ouest |       |
| Massif forestier de Chize-Aulnay     | SIC  | +17 357,        | FR5400450 | 46° 02′ 30″ nord, 0° 11′ 32″ ouest |       |
| Magot                                | SIC  | +00241,         | FR5400441 | 46° 37′ 17″ nord, 0° 02′ 36″ ouest |       |
| Vallée de l'Argenton                 | SIC  | +00738,         | FR5400439 | 46° 59′ 26″ nord, 0° 25′ 27″ ouest |       |
| Vallée de l'Autize                   | SIC  | +00226,         | FR5400443 | 46° 30′ 43″ nord, 0° 29′ 00″ ouest |       |
| Vallée de la Boutonne                | SIC  | +07 333,        | FR5400447 | 46° 09′ 29″ nord, 0° 16′ 07″ ouest |       |
| Vallée du Magnerolles                | SIC  | +01 826,        | FR5400444 | 46° 25′ 05″ nord, 0° 07′ 51″ ouest |       |
| Marais poitevin                      | ZPS  | +68 023,        | FR5410100 | 46° 21′ 01″ nord, 1° 06′ 21″ ouest |       |
| Plaine de la Mothe-Saint-Héray-Lezay | ZPS  | +24 450,        | FR5412022 | 46° 17′ 18″ nord, 0° 02′ 27″ est   |       |
| Plaine de Niort Nord-Ouest           | ZPS  | +17 040,        | FR5412013 | 46° 24′ 27″ nord, 0° 33′ 26″ ouest |       |
| Plaine de Niort Sud-Est              | ZPS  | +20 760,        | FR5412007 | 46° 12′ 44″ nord, 0° 25′ 38″ ouest |       |
| Plaine d'Oiron-Thénezay              | ZPS  | +15 580,        | FR5412014 | 46° 51′ 25″ nord, 0° 03′ 38″ ouest |       |